# La Fuente de San Esteban
La Fuente de San Esteban település Spanyolországban, Salamanca tartományban. La Fuente de San Esteban San Muñoz, Cabrillas, Martín de Yeltes, Boada, El Cubo de Don Sancho, Buenamadre, Pelarrodríguez, Garcirrey és Aldehuela de la Bóveda községekkel határos. Lakosainak száma 1279 fő (2024).

## Népesség
A település népessége az elmúlt években az alábbi módon változott:
| Lakosok száma | 1528 | 1475 | 1433 | 1447 | 1425 | 1391 | 1334 | 1299 | 1280 | 1279 |
|               | 2001 | 2004 | 2007 | 2009 | 2012 | 2014 | 2017 | 2019 | 2022 | 2024 |